# Агнеса Магдалена Ангальт-Дессауська
Агнеса Магдалена Ангальт-Дессауська (нім. Agnes Magdalene von Anhalt-Dessau, 29 березня 1590 — 24 жовтня 1626) — принцеса Ангальт-Дессауська з династії Асканіїв, донька князя Ангальт-Дессау Йоганна Георга I та графині Доротеї Мансфельд-Арнштайнської, друга дружина спадкоємного принца Гессен-Касселю Отто. Шлюб тривав півтора місяці. Решту життя провела в удовиній резиденції в Ешвеге.

## Біографія
Народилась 29 березня 1590 року в Дессау. Стала другою дитиною та другою донькою в родині князя Ангальту Йоганна Георга I та його першої дружини Доротеї Мансфельд-Арнштайнської. Мала старшу сестру Софію Єлизавету та молодшу Анну Марію, а також меншого брата Йоакіма Ернста. Батько в цей час правив об'єднаним князівством разом зі своїми братами.

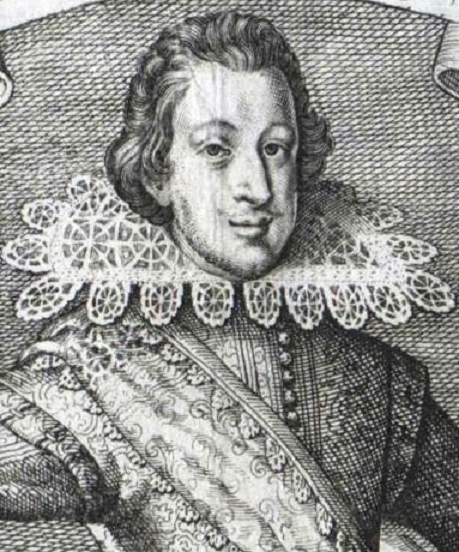
Отто Гессен-Кассельський

Втратила матір, не маючи і 4 років. Батько за рік оженився вдруге із пфальцграфинею Доротеєю Зіммернською. Від цього союзу принцеса мала одинадцятеро єдинокровних суродженців. У 1603 році ангальтські землі були поділені, і Йоганн Георг став князем Ангальт-Дессау.
У 27 років взяла шлюб із 22-річним спадкоємним принцом Гессен-Касселю Отто, який вже був вдівцем. Вінчання пройшло 14 червня 1617 року в Дессау. Шлюб залишився бездітним. Через півтора місяці після весілля Отто, хворий на краснуху і страждаючи на гарячку, випадково застрелив себе у ліжку.
Решту життя Агнеса Магдалена провела у своїй удовиній резиденції в Ешвеге. Перебувала в постійному конфлікті зі своїм тестем Моріцом Вченим, який хотів передати цю резиденцію своїй другій дружині Юліані. Займалася переважно медициною та лікарськими засобами.
Під час Тридцятирічної війни її здоров'я погіршилося. 24 жовтня 1626 року принцеса померла. Була похована у князівській крипті парафіяльної церкви Ешвеге.